# كلوستريديوم معفن
مطثية مُعفنة أو كلوستريديوم مُعفن (الاسم العلمي: Clostridium putrificum) هي نوع من البكتيريا تتبع جنس المطثية من فصيلة نظيرات المطثية.